# Detlef Hebert
Detlef Hebert (* 2. Januar 1943 in Nossen; † 22. November 2015 in Freiberg) war ein deutscher Physiker und Hochschullehrer.

## Leben
Hebert erlangte 1961 in Freiberg die Hochschulreife. Von 1963 bis 1969 studierte er Physik an der Universität Leipzig, anschließend arbeitete er als wissenschaftlicher Assistent an der Bergakademie Freiberg. Nach seiner Promotion im Jahr 1975 nahm er an der 21. Sowjetischen Antarktisexpedition teil. Ab 1977 wirkte er in Freiberg als wissenschaftlicher Oberassistent, 1988 absolvierte er die Promotion B.
Er wurde 1994 Privatdozent und 1997 von der TU Bergakademie Freiberg zum außerplanmäßigen Professor berufen. Im Jahr 2009 trat er in den Ruhestand. 2015 verstarb er in Freiberg.
Die Schwerpunkte seiner Arbeit lagen in den Bereichen Umweltforschung, Isotope, Hydrogeologie sowie der Physik und Chemie von Klima und Atmosphäre.

## Veröffentlichungen (Auswahl)
- Untersuchungen zur 14C-Grundwasserdatierung und ihrer hydrogeologischen Anwendung im Zusammenhang mit Tritiummessungen (Dissertation, Bergakademie Freiberg, 1975)
- Radioaktive Umweltisotope in der Hydrogeologie (mit Klaus Fröhlich und Hanspeter Jordan, 1977)
- Anwenderrichtlinie für den Einsatz von Isotopenmethoden in der Hydrogeologie (mit Andreas Kunz, 1985)
- Tritium in der Atmosphäre – Quellen, Verteilung, Perspektive (Dissertation B, Bergakademie Freiberg, 1988)
- Isotopenmethoden in der Hydrogeologie (1997)
- Atmosphäre und Klima (2004)